# Liste de racines grecques (lettre P)
Pour un article plus général, voir Racine grecque.
| Racine                                                                                               | Origine grecque                                                                                          | Sens | Exemples de mots comportant la racine |
| --- | --- | --- | --- |
| pacho-, pachy-                                                                                       | παχύς (pakhús)                                                                                           | Épais, gras | Pachomètre, Pachyderme, Pachydiscus, Pachyte, Pachytène, Pachyure |
| pachy-                                                                                               | παχύς (pakhús)                                                                                           | Épais, gras | voir pacho- |
| pactol-                                                                                              | Πακτωλός (Paktôlós)                                                                                      | Pactole (rivière de Lydie) | Pactole1, Pactole2 |
| pæôn-                                                                                                | παιών (païốn) → παιωνία (païônía)                                                                        | Pæôn(surnom d'Apollon), guérisseur, médecin, péan, péon → pivoine | voir pivoin- |
| pag-1                                                                                                | φάγω (phágô) → φάγρος (phágros)                                                                          | Manger → pagre | voir -phag- |
| -pag-2 ; pect- ; pegma-                                                                              | πήγνυμι (pếgnumi) → πάγος(págos) ; πάγη (págê) ; πηκτός (pêktós) ; πῆγμα (pễgma)                         | Ficher, enfoncer, embrocher, faire coaguler → ce qui est fiché, pointe de rocher, rocher, montagne, tout objet durci, glace, glaçon ; filets, rets, nœud, attache, piège ; fiché, planté, épaissi, coagulé, caillé, durci ; toute chose fixée, matière congelée, charpente, présure | Pagodrome, Pagophage, Pagophile, Pagoscope, Pagure, Aréopage, Céphalopage, Craniopage, Déropage, Ectopage, Hétéropage, Ischiopage, Métopage, Omphalopage, Prosopopage, Pygopage, Sternopage, Stomopage, Xiphopage ; Pectase, Pectinase, Pectine, Pectique, Pectographie, Pectolite, Pectolytique ; Pegmatite |
| paido-                                                                                               | παῖς, -ιδός(paĩs, -idós) ; παιδεία (paideía)                                                             | Enfant ; éducation | voir pédo-1 |
| pal-                                                                                                 | παλαίω (palaíô) → παλαίστρα (palaístra) ; Παλαίμων (Palaímôn)                                            | Lutter → lieu où l'on s'exerce à la lutte, palestre ; Palémon | Palestre, Palémon1, Palémon2 |
| palaeo-, palé-, paléo-                                                                               | πάλαι (pálai) ; παλαιός (palaió)                                                                         | Depuis longtemps, autrefois, jadis ; ancien, âgé, vieux | Palaeoniscum, Paléoarchéen, Paléobotanique, Paléocène, Paléocortex, Paléochrétien, Paléoclimatologie, Paléogénétique, Paléogénomique, Paléographie, Paléolithique, Paléomagnétisme, Paléontologie, Paléopallium, Paléopathologie, Paléphatos, Paléophone, Paléosaure, Paléothérium, Paléoxylologie, Paléozoïque |
| pali(n)-                                                                                             | πάλιν (pálin)                                                                                            | En sens inverse, en rebroussant chemin, de nouveau, en arrière | Paligraphie, Palilalie, Palilogie, Palimpseste, Palindrome, Palingénésie, Palinodie |
| paliur-                                                                                              | πάλιρος (páliouros)                                                                                      | Paliure | Paliure |
| palla(d)-                                                                                            | Παλλάς, -άδος (Pallás, -ádos)                                                                            | Pallas (surnom d'Athèna) | Pallas, Palladium |
| -palm- ; -paum-                                                                                      | παλάμη (palámê)                                                                                          | Paume de la main, main | Palmaire1, Palmaire2, Palme, Palmeraie, Palmier, Palmilobé, Palmipède, Palmiste, Palmitate, Palmite, Palmitine, Palmitique, Palmure, Napalm ; Paume, Paumer, Agripaume, Empaumer, Empaumure |
| palyn- ; pollen                                                                                      | πάλη (pálê) ; παλύνω (palúnô)                                                                            | Fleur de farine, fine poussière ; répandre en secouant, saupoudrer | Palynologie ; Pollen |
| pam-                                                                                                 | πᾶς, -αντός (pâs, -antós) ; Πάν (Pan)                                                                    | Tout ; Pan (dieu des champs, des montagnes et des bergers) | voir pan- |
| pam-, pan- ; panto- ; pasi-                                                                          | πᾶς, -αντός (pâs, -antós) ; Πάν (Pan)                                                                    | Tout ; Pan (dieu des champs, des montagnes et des bergers) | Pambéotie, Pamphage, Pamphile, Pamphlet, Pan, Panacée, Panchronique, Panclastite, Pancréas, Pandémie, Pandemonium, Pandore, Pandynamomètre, Panégyrique, Pangée, Panique, Panoptique, Panorama, Panorpe, Panthéisme, Panthéon, Panthère, Panurge ; Pantographe, Pantokrator, Pantomètre, Pantomime, Pantonyme, (voir aussi l'adverbe) pantothén- ; Pasiphaé, Pasiphon, Pasithéa |
| panac-, -panax                                                                                       | πανακής(panakês)                                                                                         | Qui guérit tout | Panacée, Panax, Acanthopanax, Opopanax |
| -panax                                                                                               | πανακής(panakês)                                                                                         | Qui guérit tout | voir panac- |
| panto-                                                                                               | πᾶς, -αντός (pâs, -antós) ; Πάν (Pan)                                                                    | Tout ; Pan (dieu des champs, des montagnes et des bergers) | voir pan- |
| pantothén-                                                                                           | πάντοθεν (pántothen)                                                                                     | Partout, de tous côtés, entièrement | Pantothénique |
| pap-                                                                                                 | πάπυρος (pápuros)                                                                                        | Papyrus | voir papyr- |
| papp-                                                                                                | πάππας (páppas)                                                                                          | Papa | Pappus |
| papyr- ; pap-                                                                                        | πάπυρος (pápuros)                                                                                        | Papyrus | Papyrologie, Papyrus ; Paperasse, Papeterie, Papier |
| par-                                                                                                 | παρά,(pará)                                                                                              | À côté de, auprès de | voir -para- |
| -para- ; par-                                                                                        | παρά,(pará)                                                                                              | À côté de, auprès de | Parabole, Paracelse, Paracentèse, Paraclet, Paradiastole, Paradigme, Paradoxe, Paragoge, Paragraphe, Paralysie, Paramécie, Paramédical, Paramètre, Parapharmacie, Paraphe, Paraphrase, Paraphyse, Paraplégie, Parapsychologie, Parasitisme, Parasynonyme, Parataxe, Paratexte, Parathyroïde, Paratopie, Antiparastase ; Parallaxe, Parallèle, Paramnésie ; Paréchèse, Parégorique, Paréidolie, Parembole, Parentéral, Parenthèse, Parésie, Paresthésie, Parhélie, Parodie, Parodonte, Paroisse, Paronomase, Paronymie, Paroptique, Parotide, Parotoïde, Parousie, Paroxysme, Paroxyton, Parulie |
| paradis- ; parvis-                                                                                   | παράδεισος (parádeisos)                                                                                  | Parc clos où se trouvent des animaux, paradis, Eden | Paradis, Paradisiaque, Paradisier ; Parvis |
| -pard                                                                                                | πάρδος (párdos)                                                                                          | Panthère mâle | Pardus, Caméléopard, Guépard, Léopard |
| parthén-, parthéno-                                                                                  | παρθένος (parthénos)                                                                                     | Vierge, jeune fille, célibataire | Parthenay, Parthenios, Parthenium, Parthénocarpie, Parthénogenèse, Parthénon, Parthénope, Parthénophobie |
| parvis-                                                                                              | παράδεισος (parádeisos)                                                                                  | Parc clos où se trouvent des animaux, paradis, Eden | voir paradis- |
| pasi-                                                                                                | πᾶς, -αντός (pâs, -antós) ; Πάν (Pan)                                                                    | Tout ; Pan (dieu des champs, des montagnes et des bergers) | voir pan- |
| pastel                                                                                               | πάστη (pástê)                                                                                            | Bouillie, sauce mêlée de farine | Pastel |
| -pathe, pathé-                                                                                       | πάθος (páthos)                                                                                           | Souffrance, maladie, épreuve, sentiment | voir -patho- |
| -pathie                                                                                              | πάθος (páthos)                                                                                           | Souffrance, maladie, épreuve, sentiment | voir -patho- |
| -patho- ; -pathe, pathé- ; -pathie                                                                   | πάθος (páthos)                                                                                           | Souffrance, maladie, épreuve, sentiment | Pathie, Pathogène, Pathognomonique, Pathologie, Pathomimie, Pathos, Neuropathologie ; Pathétique, Homéopathe, Névropathe, Ostéopathe, Psychopathe, Télépathe ; Adénopathie , Aéropathie, Allélopathie, Allopathie, Allœopathie, Angiopathie, Anthropopathie, Antipathie, Apathie, Artériopathie, Arthropathie, Bronchopathie, Cacopathie, Cardiomyopathie, Cardiopathie, Cénestopathie, Chondropathie, Chronopathie, Coagulopathie, Colopathie, Conjugopathie, Coronaropathie, Cyanopathie, Cystipathie, Démonopathie, Dermatopathie, Dermopathie, Desmopathie, Deutéropathie, Discopathie, Dyspathie, Embryopathie, Empathie, Énantiopathie, Encéphalopathie, Entéropathie, Enthésiopathie, Enthésopathie, Enzymopathie, Étiopathie, Eupathie, Gastroentéropathie, Gastropathie, Héméropathie, Hémopathie, Hépatopathie, Hétéropathie, Homéopathie, Homœopathie, Homoeopathie, Hydropathie, Idiopathie, Isopathie, Kinésiopathie, Lalopathie, Leucopathie, Ludopathie, Métriopathie, Microangiopathie, Myélopathie, Myocardiopathie, Myopathie, Naturopathie, Naupathie, Néopathie, Néphropathie, Neuronopathie, Neuropathie, Névropathie, Normopathie, Organopathie, Ostéopathie, Parodontopathie, Phrénopathie, Pneumopathie, Propathie, Protopathie, Psychopathie, Rétinopathie, Rhonchopathie, Ronchopathie, Sociopathie, Splénopathie, Spondylarthropathie, Sympathie, Synaptopathie, Tauopathie, Télépathie, Tendinopathie, Ténopathie, Théopathie, Thrombopathie, Trichopathie, Trophopathie, Valvulopathie, Xénopathie, Zoopathie |
| -patr-                                                                                               | πατήρ, -τρός (patếr, -trós)                                                                              | Père, parent, ancêtre, souche | Patriarche, Patriotisme, Patrocle, Patrocline, Patrologie, Patronyme, Allopatrique, Péripatrique, Sympatrique |
| -paum-                                                                                               | παλάμη (palámê)                                                                                          | Paume de la main, main | voir -palm- |
| -pause, paus-                                                                                        | παύω (paúô)                                                                                              | Faire cesser | Pause, Pausanias1, Pausanias2, Andropause, Ménopause, Stratopause |
| -pe                                                                                                  | πούς, -οδός (poús, -odós)                                                                                | Pied | voir -podo- |
| péan-                                                                                                | παιών (païốn) → παιωνία (païônía)                                                                        | Pæôn (surnom d'Apollon), guérisseur, médecin, péan, péon → pivoine | voir pivoin- |
| péco-                                                                                                | πόκος(pókos) [variante πέκος (pékos])                                                                    | Toison (non travaillée) | Pécoptéris |
| pect-                                                                                                | πήγνυμι (pếgnumi) → πάγος(págos) ; πάγη (págê) ; πηκτός (pêktós) ; πῆγμα (pễgma)                         | Ficher, enfoncer, embrocher, faire coaguler → ce qui est fiché, pointe de rocher, rocher, montagne, tout objet durci, glace, glaçon ; filets, rets, nœud, attache, piège ; fiché, planté, épaissi, coagulé, caillé, durci ; toute chose fixée, matière congelée, charpente, présure | voir -pag-2 |
| -péd-                                                                                                | παῖς, -ιδός(paĩs, -idós) ; παιδεία (paideía)                                                             | Enfant ; éducation | voir pédo-1 |
| -pède                                                                                                | πέδον (pédon)                                                                                            | Sol | voir pédo-2 |
| -pédie                                                                                               | παῖς, -ιδός(paĩs, -idós) ; παιδεία (paideía)                                                             | Enfant ; éducation | voir pédo-1 |
| -pédo-1, -péd-, -pédie ; paido-                                                                      | παῖς, -ιδός(paĩs, -idós) ; παιδεία (paideía)                                                             | Enfant ; éducation | Pédagogie, Pédagogue, Pédérastie, Pédiatrie, Pédologie41, Pédophilie, Callipédie, Encyclopédie, Gymnopédie, Logopédie, Orthopédie, Propédeutique, Wikipédia ; Paidologie |
| pédo-2 ; -pède                                                                                       | πέδον (pédon)                                                                                            | Sol | Pédologie2, Pédothèque ; Cypripède, Empédocle, Lagopède, Parallélépipède |
| -pée                                                                                                 | ποιέω-ῶ (poiéô-ỗ)                                                                                        | Faire | voir poé- |
| pegma-                                                                                               | πήγνυμι (pếgnumi) → πάγος(págos) ; πάγη (págê) ; πηκτός (pêktós) ; πῆγμα (pễgma)                         | Ficher, enfoncer, embrocher, faire coaguler → ce qui est fiché, pointe de rocher, rocher, montagne, tout objet durci, glace, glaçon ; filets, rets, nœud, attache, piège ; fiché, planté, épaissi, coagulé, caillé, durci ; toute chose fixée, matière congelée, charpente, présure | voir -pag-2 |
| péith-                                                                                               | πείθω,(peíthô) ; Πειθώ (Peithố)                                                                          | Persuader, convaincre, circonvenir, enjôler, séduire, tromper, se fier à ; Péithô (fille d’Okéanos et de Téthys) | voir pith-1 |
| -pel                                                                                                 | πέλαγος (pélagos)                                                                                        | Haute mer, pleine mer | voir -pélag- |
| -pélag- ; -pel                                                                                       | πέλαγος (pélagos)                                                                                        | Haute mer, pleine mer | Pélagia, Pélagie1, Pélagie2, Pélagique, Pélagos, Abyssopélagique, Archipélagique, Bathypélagique, Épipélagique, Hadopélagique, Mésopélagique, Tychopélagique ; Archipel |
| pélamid-                                                                                             | πηλαμύς, -ύδος (pêlamús, -údos)                                                                          | Pélamyde (sorte de thon) | Pélamide |
| pélargon-                                                                                            | πελαργός(pélargos)                                                                                       | Cigogne | Pélargonium, Acide pélargonique |
| -pèle                                                                                                | πηλός (pêlós)                                                                                            | Matière liquide épaisse, boue, lie, argile, glaise | voir pélo- |
| pélec- ; pélic-                                                                                      | πελεκάω (pelekáô) → πέλεκυς(pélekus) ; πελεκάν(pelekán)                                                  | Travailler à la hache, couper → hache ; pélican | Pélécanidé, Pélécypode ; Pélican |
| péli-                                                                                                | πελιός(peliós)                                                                                           | Livide, plombé, sombre | Péliade, Pélops |
| pélic-                                                                                               | πελεκάω (pelekáô) → πέλεκυς ; (pélekus) ; πελεκάν(pelekán)                                               | Travailler à la hache, couper → hache ; pélican | voir pélec- |
| pélo-, -pèle                                                                                         | πηλός (pêlós)                                                                                            | Matière liquide épaisse, boue, lie, argile, glaise | Pélobate, Pélodyte, Pélogène, Pélomédusidés, Pélopée, Pélophage, Pélosol, Pélothérapie, Sapropèle |
| -pelt-                                                                                               | πέλτη (péltê)                                                                                            | Petit bouclier, écaille | Peltaste, Peltoceras, Dasypelte, Hélopeltis, Uropeltidé |
| pélyc-                                                                                               | πέλυξ(pélux)                                                                                             | Écuelle, bassin, hache | Pélycosaurien |
| pemphi-                                                                                              | πέμφιξ (pémphix)                                                                                         | Souffle, vent, gonflement, pustule, goutte | Pemphigode, Pemphigoïde bulleuse, Pemphigus1, Pemphigus2, Pemphis acidula ; voir aussi pompho- |
| -pénie                                                                                               | πενία (penía)                                                                                            | Pauvreté, indigence | Cytopénie, Éosinopénie, Érythroblastopénie, Leucopénie |
| pent-                                                                                                | πέντε (pénte) → πεντάς, -άδος (pentás, -ádos)                                                            | Cinq → cinq, groupe de cinq (personnes ou objets) | voir penta- |
| penta- ; pent- ; péta-                                                                               | πέντε(pénte) → πεντάς, -άδος (pentás, -ádos)                                                             | Cinq → cinq, groupe de cinq (personnes ou objets) | Pentagone, Pentagramme, Pentamère, Pentanal, Pentane, Pentanol, Pentanoïque, Pentaptyque, Pentasyllabe, Pentateuque, Pentatoma, Pentatonique ; Pentecôte, Penthiobarbital, Penthotal, Pentobarbital, Pentode, Pentodon, Pentrite, Pentyle ; Péta, Pétaflops, Pétaoctet, Pétawatt |
| péon-                                                                                                | παιών (païốn) → παιωνία (païônía)                                                                        | Pæôn (surnom d'Apollon), guérisseur, médecin, péan, péon → pivoine | voir pivoin- |
| pépér-                                                                                               | πέπερι (péperi), πέπερις, -ιδος (péperis, -idos)                                                         | Poivre | voir piper- |
| pépon-                                                                                               | πέπτω (péptô) → πέψις (pépsis) ; πέπων (pépôn)                                                           | Faire cuire, faire mûrir ; cuisson, maturation, digestion ; cuit par le soleil, mûr, doux | voir -pept- |
| -peps-                                                                                               | πέπτω (péptô) → πέψις (pépsis) ; πέπων (pépôn)                                                           | Faire cuire, faire mûrir ; cuisson, maturation, digestion ; cuit par le soleil, mûr, doux | voir -pept- |
| -pept- ; -peps- ; pépon-                                                                             | πέπτω (péptô) → πέψις (pépsis) ; πέπων (pépôn)                                                           | Faire cuire, faire mûrir ; cuisson, maturation, digestion ; cuit par le soleil, mûr, doux | Peptide, Peptique, Peptone, Eupeptique ; Pepsine, Bradypepsie, Dyspepsie, Eupepsie ; Péponide |
| percno-                                                                                              | περκνός (perknós)                                                                                        | Noirâtre, bleuâtre, sorte de faucon | Percnoptère |
| -perdo-, -pordo-                                                                                     | πέρδομαι(pérdomai)                                                                                       | Péter, vesser | Lycoperdon, Onopordon |
| péri-                                                                                                | περί (perí), πέρι (péri)                                                                                 | Autour de, au-dessus (de), par-dessus | Péridural, Périgée, Périhélie, Périmètre, Périnée, Périnéomètre, Période, Péripatéticienne1, Péripatéticienne2, Péripétie, Périphérique, Périphrase, Périple, Périscope, Péristaltisme, Périthèce, Péritoine, Péritonite ; voir aussi périsso- |
| périsso-                                                                                             | περισσός(périssos)                                                                                       | Qui dépasse la mesure, excessif, prodigieux, superflu, impair (nombre) | Périssodactyle, Périssologie |
| péron-                                                                                               | περόνη (perónê)                                                                                          | Pointe d'agrafe, cheville, clavette, péroné | Péroné, Péronée, Péronier, Péronospora |
| pess-                                                                                                | πεσσός (pessós)                                                                                          | Jeton, gland, tampon de charpie | Pessaire |
| péta-                                                                                                | πέντε (pénte) → πεντάς, -άδος (pentás, -ádos)                                                            | Cinq → cinq, groupe de cinq (personnes ou objets) | voir penta- |
| -pétal- ; pétaur-                                                                                    | πετάννυμι (petánnumi) → πέταλος (pétalos) ; πέταλον (pétalov) ; πέταυρον (pétauron)                      | déployer, ouvrir (les bras) → Étendu et plat, développé, allongé ; feuille de plante, de fleur, d'arbre ; perchoir, juchoir, balancier d'acrobate | Pétale, Pétalisme, Pétaloïde, Dialypétale, Gamopétale, Hexapétale, Pentapétale ; Pétauriste |
| pétaur-                                                                                              | πετάννυμι (petánnumi) → πέταλος (pétalos) ; πέταλον (pétalov) ; πέταυρον (pétauron)                      | déployer, ouvrir (les bras) → Étendu et plat, développé, allongé ; feuille de plante, de fleur, d'arbre ; perchoir, juchoir, balancier d'acrobate | voir -pétal- |
| -pétie                                                                                               | πίπτω (píptô) → πτῶσις (ptôsis) ; πτωτός (ptôtos) ; πτῶμα (ptỗma)                                        | Tomber → chute, cas (de déclinaison) ; tombé ; chute, ruine, débris, cadavre | voir -ptos- |
| pétro-                                                                                               | πέτρα (pétra)                                                                                            | Pierre, roche | Pétrochimie, Pétrographie, Pétroglyphe, Pétrole, Pétrologie |
| -pèze                                                                                                | πούς, -οδός (poús, -odós)                                                                                | Pied | voir -podo- |
| peziz-                                                                                               | πέζις (pézis)                                                                                            | Sorte de champignon sans stipe | Pézize |
| phaco-, -phak-                                                                                       | φακός (phakós)                                                                                           | Lentille, tache de rousseur | Phacochère, Phacoémulsification, Phacoémulsifier, Phacoïde, Phacolite, phacomalacie Phacomatose, Phacosclérose ; Aphakie |
| -phaé                                                                                                | φάω(phaô) → φῶς, -ωτός (phôs, -otós) ; Φαέθων (phaétôn)                                                  | Briller → lumière ; brillant (en parlant du soleil), Phaéton | voir -phot(o)- |
| phaét-                                                                                               | φάω(phaô) → φῶς, -ωτός (phôs, -otós) ; Φαέθων (phaétôn)                                                  | Briller → lumière ; brillant (en parlant du soleil), Phaéton | voir -phot(o)- |
| -phag-, -phage ; pag-1                                                                               | φάγω, (phágô) → φάγρος (phágros)                                                                         | Manger → pagre | Phage, Phagédénisme, Phagocyte, Phagothérapie, Adéphage, Aérophagie, Anthropophagie, Artophage, Bactériophage, Buphage, Créophage, Cynophage, Éléophage, Lotophage, Méliphage, Mycophage, Œsophage, Omophage, Opiophage, Opophage, Nécrophage, Oophage, Pagophage, Pamphage, Pédophage, Pélophage, Polyphage, Prophage, Pyrophage, Sitophage, Sarcophage, Saurophaganax, Sycophage, Théophage, Xérophagie, Xylophage, Zéophage, Zoophage ; Pagre |
| -phak-                                                                                               | φακός (phakós)                                                                                           | Lentille, tache de rousseur | voir phaco- |
| -phaine                                                                                              | φάω(pháô) → φαίνω(phaínô) → φανός (phanós) ; φανερός (phanerós) ; φάντασμα (phántasma) ; φάσις1 (phásis) | Briller → montrer, faire briller, rendre visible → clair, lumineux, brillant ; visible, apparent ; apparition, vision, songe, apparence, spectre, fantôme, prodige ; accusation, délation, lever d'une étoile                                                                       | voir -phan- |
| phalacro-                                                                                            | φαλακρός (phalakrós)                                                                                     | Chauve | Phalacrocorax |
| phalèn-, phalaen-                                                                                    | φάλαινα2(phálaina)                                                                                       | Papillon de nuit, phalène | Phalaenopsis, Phalène |
| -phall-                                                                                              | φαλλός (phallós)                                                                                         | Phallos (emblème de la génération aux Bacchanales), membre viril | Phallomètre, Phalline, Phallocrate, Phalloïde, Phallus, Ithyphallique |
| -phan-, -phaine ; phanér(o)- ; phant-1 ; fant-                                                       | φάω(pháô) → φαίνω(phaínô) → φανός (phanós) ; φανερός (phanerós) ; φάντασμα (phántasma) ; φάσις1 (phásis) | Briller → montrer, faire briller, rendre visible → clair, lumineux, brillant ; visible, apparent ; apparition, vision, songe, apparence, spectre, fantôme, prodige ; accusation, délation, lever d'une étoile                                                                       | Aphaniptère, Aristophane, Cellophane, Cyclophane, Diaphane, Épiphanie, Lithophanie, Plectrophane, Théophanie, Tiphaine ; Phanère, Phanérogame ; Diophante, Hiérophante, Sycophante ; Fantaisie, Fantasia, Fantasmagorie, Fantasme, Fantastique, Fantôme ; voir aussi -phéno- |
| phanér(o)-                                                                                           | φάω(pháô) → φαίνω(phaínô) → φανός (phanós) ; φανερός (phanerós) ; φάντασμα (phántasma) ; φάσις1 (phásis) | Briller → montrer, faire briller, rendre visible → clair, lumineux, brillant ; visible, apparent ; apparition, vision, songe, apparence, spectre, fantôme, prodige ; accusation, délation, lever d'une étoile                                                                       | voir -phan- |
| phant-1                                                                                              | φάω(pháô) → φαίνω(phaínô) → φανός (phanós) ; φανερός (phanerós) ; φάντασμα (phántasma) ; φάσις1 (phásis) | Briller → montrer, faire briller, rendre visible → clair, lumineux, brillant ; visible, apparent ; apparition, vision, songe, apparence, spectre, fantôme, prodige ; accusation, délation, lever d'une étoile                                                                       | voir -phan- |
| -phant-2                                                                                             | φημί (phêmí) → -φασία(-phasía) ; φάσις2(phásis)                                                          | Parler → façon de parler (utilisé comme suffixe) ; façon de parler, parole, déclaration, bruit, rumeur, décision | voir -phas-2 |
| phar-                                                                                                | Φάρος (Pháros) → φάρος (pháros)                                                                          | Pharos (île de la baie d'Alexandrie) → phare | Phare1, Phare2, Phare3, Pharillon |
| pharmac(o)-                                                                                          | φάρμακον (phármakon)                                                                                     | Remède, poison, drogue, teinture | Pharmacie, Pharmacologie, Pharmacopée, Pharmacovigilance |
| -pharyng- ; pharynx                                                                                  | φάρυγξ, -υγγος (phárugx, -uggos)                                                                         | Gosier, pharynx, trachée-artère | Pharyngale, Pharyngien, Pharyngiome, Pharyngoplastie, Pharyngoscope, Pharynx, Rhinopharyngite |
| pharynx                                                                                              | φάρυγξ, -υγγος (phárugx, -uggos)                                                                         | Gosier, pharynx, trachée-artère | voir -pharyng- |
| -phas-1 ; -phatique1 ; phasm-                                                                        | φαίνω,(phaínô) → φάσις1(phásis) ; φάσμα (phásma)                                                         | Montrer, faire briller, rendre visible → lever d'une étoile, phase de la lune, accusation, dénonciation ; forme, simulacre, apparition, fantôme, présage, prodige | Phase, Phasemètre, Anaphase, Diplophase, Emphase, Haplophase, Interphase, Métaphase, Monophasé, Prophase, Télophase, Triphasé ; Emphatique ; Phasme, Phasmoptère |
| -phas-2, -phasie, -phasique ; -phatique2, -phatos ; -phant-2 ; -phém-, -phèm-, phèt-, phét- ; -phon2 | φημί (phêmí) → -φασία(-phasía) ; φάσις2, (phásis)                                                        | Parler → façon de parler (utilisé comme suffixe) ; façon de parler, parole, déclaration, bruit, rumeur, décision | Aphasie, Aphasique, Apophase, Cataphasie, Dysphasie, Endophasie, Paraphasie, Schizophasie ; Phatique, Apophatique, Cataphatique, Paléphatos ; Ecphantos ; Blasphème, Dysphémie, Euphémisme, Polyphème, Prophète, Prophétie, Tachyphémie ; Chaerephon1, Chaerephon2, Chéréphon |
| phas-3 ; faisan                                                                                      | φασιανός(phasianós)                                                                                      | Faisan | Phasianidés, Phasianus ; Faisan |
| -phasie                                                                                              | φημί (phêmí) → -φασία(-phasía) ; φάσις2(phásis)                                                          | Parler → façon de parler (utilisé comme suffixe) ; façon de parler, parole, déclaration, bruit, rumeur, décision | voir -phas-2 |
| -phasique                                                                                            | φημί (phêmí) → -φασία(-phasía) ; φάσις2(phásis)                                                          | Parler → façon de parler (utilisé comme suffixe) ; façon de parler, parole, déclaration, bruit, rumeur, décision | voir -phas-2 |
| phasm-                                                                                               | φαίνω,(phaínô) → φάσις1(phásis) ; φάσμα (phásma)                                                         | Montrer, faire briller, rendre visible → lever d'une étoile, phase de la lune, accusation, dénonciation ; forme, simulacre, apparition, fantôme, présage, prodige | voir -phas-1 |
| -phatique1                                                                                           | φαίνω,(phaínô) → φάσις1(phásis)                                                                          | Montrer, faire briller, rendre visible → lever d'une étoile, phase de la lune, accusation, dénonciation | voir -phas-1 |
| -phatique2, -phatos                                                                                  | φημί (phêmí) → -φασία(-phasía) ; φάσις2(phásis)                                                          | Parler → façon de parler (utilisé comme suffixe) ; façon de parler, parole, déclaration, bruit, rumeur, décision | voir -phas-2- |
| -phe                                                                                                 | φέρω (phérô) → φορός (phorós) ; φόρησις (phórêsis) ; φορά (phorá) ; φορμός (phormós)                     | Porter → qui porte, fécond, propice ; portage ; portage, fardeau, charge, production ; panier, corbeille | voir -phor- |
| phell(o)-                                                                                            | φελλός(phellós)                                                                                          | Chêne-liège, liège | Phellandra, Phellandrène, Phellodendron, Phelloderme, Phellogène |
| -phém-, -phèm-                                                                                       | φημί (phêmí) → -φασία(-phasía) ; φάσις2(phásis)                                                          | Parler → façon de parler (utilisé comme suffixe) ; façon de parler, parole, déclaration, bruit, rumeur, décision | voir -phas-2 |
| phén-                                                                                                | φαίνω(phaínô) ; φαινόμενος (phainómenos) ; φάσις1 (phásis)                                               | Montrer, faire briller, rendre visible ; donnant l'apparence de, se montrant, apparaissant ; accusation, délation, lever d'une étoile | voir -phéno- |
| phénaki-                                                                                             | φέναξ(phénax)                                                                                            | Fourbe, trompeur | Phénakistiscope |
| -phène                                                                                               | φαίνω(phaínô) ; φαινόμενος (phainómenos) ; φάσις1 (phásis)                                               | Montrer, faire briller, rendre visible ; donnant l'apparence de, se montrant, apparaissant ; accusation, délation, lever d'une étoile | voir -phéno- |
| phénic- ; phénix ; phoenix                                                                           | φοῖνιξ, -ικος (phoĩnix, -ikos) ; φοινός (phoinós)                                                        | Pourpre, teinture de pourpre (inventée par les Phéniciens), palmier, fruit du palmier, instrument de musique phénicien, Phénix ; rouge de sang, sanguinaire, meurtrier | Phénicien, Phénicoptère ; Phénix1, Phénix2 ; Phoenix |
| phénix                                                                                               | φοῖνιξ, -ικος (phoĩnix, -ikos) ; φοινός (phoinós)                                                        | Pourpre, teinture de pourpre (inventée par les Phéniciens), palmier, fruit du palmier, instrument de musique phénicien, Phénix ; rouge de sang, sanguinaire, meurtrier | voir phénic- |
| -phéno-, phén-, -phène ; -phénom- ; -phényl-                                                         | φαίνω(phaínô) ; φαινόμενος (phainómenos) ; φάσις1 (phásis)                                               | Montrer, faire briller, rendre visible ; donnant l'apparence de, se montrant, apparaissant ; accusation, délation, lever d'une étoile | Phénacétine, Phénanthrène, Phénate, Phénique, Phéniqué, Phénobarbital, Phénol, Phénolate, Phénologie, Phénolphtaléine, Phénoplaste, Phénothiazine, Phénotype, Phénylalanine, Acouphène, Bisphénol, Indophénol, Polyphénol, Trinitriphénol ; Phénomène, Phénoménologie, Épiphénomène ; Phénylalanine, Phénylcétonurie, Phényle, Phénylpyruvique, Diphényle ; voir aussi -phan- |
| -phénom-                                                                                             | φαίνω(phaínô) ; φαινόμενος (phainómenos) ; φάσις1 (phásis)                                               | Montrer, faire briller, rendre visible ; donnant l'apparence de, se montrant, apparaissant ; accusation, délation, lever d'une étoile | voir -phéno- |
| -phényl-                                                                                             | φαίνω(phaínô) ; φαινόμενος (phainómenos) ; φάσις1 (phásis)                                               | Montrer, faire briller, rendre visible ; donnant l'apparence de, se montrant, apparaissant ; accusation, délation, lever d'une étoile | voir -phéno- |
| phéo-                                                                                                | φαιός (phaiós)                                                                                           | Brun sombre, gris | Phéochromocytome, Phéophycée, Phéospore |
| -phér-                                                                                               | φέρω (phérô) → φορός (phorós) ; φόρησις (phórêsis) ; φορά (phorá) ; φορμός (phormós)                     | Porter → qui porte, fécond, propice ; portage ; portage, fardeau, charge, production ; panier, corbeille | voir -phor- |
| phèt-, phét-                                                                                         | φημί (phêmí) → -φασία(-phasía) ; φάσις2(phásis)                                                          | Parler → façon de parler (utilisé comme suffixe) ; façon de parler, parole, déclaration, bruit, rumeur, décision | voir -phas-2 |
| phi                                                                                                  | φῖ (phĩ)                                                                                                 | Lettre grecque phi (φ, Φ) | Phi |
| -phil-                                                                                               | φιλέω (philéô)                                                                                           | Aimer | Philanthe, Philanthropie, Philatélie, Philémon, Philharmonie, Philippe, Philippiques, Philochore, Philodendron, Philologie, Philon1, Philon2, Philosophie, Acidophile, Anémophile, Ailurophile, Arctophilie, Arénophile, Basophile, Bibliophilie, Calamophile, Campanophile, Chélonéphile, Chionosphérophile, Chromophile, Chronophilie, Cinéphile, Colombophile, Cynophile, Éosinophile, Éphébophilie, Gérontophilie, Gypsophile, Halophile, Haltérophile, Hébéphilie, Hémophilie, Hérophile, Hydrophile, Hygrophile, Lipophile, Lyophilisation, Muséophile, Nécrophile, Neutrophile, Pamphile, Pédophile, Scatophile, Spermophile, Téléphile, Xérophile, Zoophilie |
| phim-                                                                                                | φιμόω (phimóô) → φίμωσις (phímôsis)                                                                      | Museler, sceller, enserrer → rétrécissement du prépuce ou de l'anus | Phimosis |
| phléb-                                                                                               | φλέψ, -ϐός (phléps, -bós)                                                                                | Veine | Phlébectasie, Phlébite, Phlébolithe, Phlébonarcose, Phléborragie, Phlébotome, Phlébotomie |
| phlég-                                                                                               | φλέγω (phlégô) → φλέγμα (phlégma) ; φλόξ (phlóx) ; φλογιστός (phlogistós)                                | Enflammer, brûler → inflammation, embrasement, humeur, glaire, bile ; flamme ; inflammable | voir phlegm- |
| phlegm-, phlég- ; phlégr- ; flegm- ; flem-, flemm- ; phlog- ; phlox                                  | φλέγω (phlégô) → φλέγμα (phlégma) ; φλόξ (phlóx) ; φλογιστός (phlogistós)                                | Enflammer, brûler → inflammation, embrasement, humeur, glaire, bile ; flamme ; inflammable | Phlégéthon, Phlegmasie, Phlegmon ; Phlégréen ; Flegmatique, Flegme ; Flémingite, Flemmard, Flemme ; Phlogistique, Phlogopite, Phlogose ; Phlox |
| phlégr-                                                                                              | φλέγω (phlégô) → φλέγμα (phlégma) ; φλόξ (phlóx) ; φλογιστός (phlogistós)                                | Enflammer, brûler → inflammation, embrasement, humeur, glaire, bile ; flamme ; inflammable | voir phlegm- |
| phléo-, phloè-, phlyct-                                                                              | φλύω,(phlúô) → φλύκταινα (phlúktaina) ; φλοιός(phloiós)                                                  | Sourdre, couler en abondance → pustule, vésicule, phlyctène, ampoule ; écorce tendre, liber | Phléotribe, Phléothrips, Ectophléode, Épiphléode, Hypophléode ; Phloème ; Phlyctène |
| phloè-                                                                                               | φλύω,(phlúô) → φλύκταινα (phlúktaina) ; φλοιός(phloiós)                                                  | Sourdre, couler en abondance → pustule, vésicule, phlyctène, ampoule ; écorce tendre, liber | voir phléo- |
| phlog-                                                                                               | φλέγω (phlégô) → φλέγμα (phlégma) ; φλόξ (phlóx) ; φλογιστός (phlogistós)                                | Enflammer, brûler → inflammation, embrasement, humeur, glaire, bile ; flamme ; inflammable | voir phlegm- |
| phlox                                                                                                | φλέγω (phlégô) → φλέγμα (phlégma) ; φλόξ (phlóx) ; φλογιστός (phlogistós)                                | Enflammer, brûler → inflammation, embrasement, humeur, glaire, bile ; flamme ; inflammable | voir phlegm- |
| phlyct-                                                                                              | φλύω,(phlúô) → φλύκταινα (phlúktaina) ; φλοιός(phloiós)                                                  | Sourdre, couler en abondance → pustule, vésicule, phlyctène, ampoule ; écorce tendre, liber | voir phléo- |
| -phob-                                                                                               | φόϐος (phóbos)                                                                                           | Peur | Phobie, Phobos1, Phobos2, Acrophobie, Agoraphobie, Anglophobie, Arachnophobie, Cancérophobie, Claustrophobie, Dysmorphobie, Homophobie, Hydrophobe, Hypengyophobie, Islamophobie, Homophobie, Hydrophobie1, Hydrophobie2, Hygrophobie, Nécrophobie, Parthénophobie, Phallophobie, Photophobie, Thanatophobie, Xénophobe, Zoophobie |
| phoc-, phoqu-                                                                                        | φώκη (phốkê)                                                                                             | Phoque, veau marin | Phocidé, Phocomélie, Phoque |
| phoenix                                                                                              | φοῖνιξ, -ικος (phoĩnix, -ínikos) ; φοινός (phoínos)                                                      | Pourpre, teinture de pourpre (inventée par les Phéniciens), palmier, fruit du palmier, instrument de musique phénicien, Phénix ; rouge de sang, sanguinaire, meurtrier | voir phénic- |
| pholad-                                                                                              | φωλάς, -άδος (phôlás, -ádos)                                                                             | Qui vit dans des trous, cavernicole, coquillage (sorte de) | Pholade, Pholadidé |
| pholi-                                                                                               | φολίς (pholís)                                                                                           | Écaille (de reptile) | Pholidote, Pholiote |
| -phon-1                                                                                              | φωνή (phônế)                                                                                             | Voix, son, langage, maxime, expression | Phonation, Phonème, Phonétique, Phoniatrie, Phonogramme, Phonographe, Phonolithe, Phonologie, Phonoscope, Phonothèque, Allophone, Antiphon, Antiphonaire, Aphone, Cacophonie, Diaphonie, Dictaphone, Dodécaphonisme, Électrophone, Épiphonème, Euphonie, Francophonie, Hygiaphone, Interphone, Magnétophone, Mégaphone, Microphone, Monophonie, Orthophonie, Polyphonie, Radiophonie, Sarrussophone, Saxophone, Stéréophonie, Symphonie, Téléphone, Tétraphonie, Vibraphone, Visiophone, Xylophone |
| -phon2                                                                                               | φημί (phêmí) → -φασία(-phasía) ; φάσις2(phásis)                                                          | Parler → façon de parler (utilisé comme suffixe) ; façon de parler, parole, déclaration, bruit, rumeur, décision | voir -phas-2 |
| -phon3                                                                                               | φάω(phaô) → φῶς, -ωτός (phôs, -otós) ; Φαέθων (phaétôn)                                                  | Briller → lumière ; brillant (en parlant du soleil), Phaéton | voir -phot(o)- |
| -phon4                                                                                               | φονεύω (Phoneúô) ; φόνος (Phonos)                                                                        | Tuer ; meurtre, assassinat, massacre | Bellérophon |
| phoqu-                                                                                               | φώκη (phốkê)                                                                                             | Phoque, veau marin | voir phoc- |
| -phor- ; -phér- ; -phe                                                                               | φέρω (phérô) → φορός (phorós) ; φόρησις (phórêsis) ; φορά (phorá) ; φορμός (phormós)                     | Porter → qui porte, fécond, propice ; portage ; portage, fardeau, charge, production ; panier, corbeille | Phormion, Phormium, Amphore, Anaphore, Antépiphore, Cataphorèse, Diaphore, Diaphorèse, Criophore, Doryphore, Eisphora, Électrophorèse, Épanaphore, Épiphore, Euphorie, Euphorion, Hygrophore, Métaphore, Nicéphore1, Nicéphore2, Nicéphore3, Ommatophore, Phosphore, Phosphorique, Photophore, Ptérophore, Rhizophore, Sémaphore, Spermatophore, Sporophore, Staurophore, Symphorien, Symphorine, Zoophore ; Phéromone, Périphérie, Téléphérique, Tocophérol ; Christophe |
| -phorb-                                                                                              | φορϐή (phorbề)                                                                                           | Pâturage, nourriture animale | Euphorbe, Euphorbus1, Euphorbus2 |
| phos-                                                                                                | φάω(phaô) → φῶς, -ωτός (phôs, -otós) ; Φαέθων (phaétôn)                                                  | Briller → lumière ; brillant (en parlant du soleil), Phaéton | voir -phot(o)- |
| -phot(o)- ; phaét-, -phaé ; phos- ; -phon3                                                           | φάω(phaô) → φῶς, -ωτός (phôs, -otós) ; Φαέθων (phaétôn)                                                  | Briller → lumière ; brillant (en parlant du soleil), Phaéton | Photique, Photisme, Photochimie, Photochrome, Photocomposition, Photocopie, Photoélectricité, Photogenèse, Photogrammétrie, Photographie, Photogravure, Photomètre, Photon, Photopériodisme, Photophore, Photosynthèse, Photothèque, Photovoltaïque, Aphotique, Cataphote, Chronophotographie, Diaphotie, Euphotide, Euphotique, Euryphotique ; Phaéton1, Phaéton2, Phaéton3, Pasiphaé ; Phosgène, Phosphate, Phosphène, Phosphore, Phosphorer, Phosphorique, Phosphure ; Ctésiphon, Xénophon |
| -phract-                                                                                             | φράσσω(phrássô) → φράγμα (phrágma) ; φρακτικός (phraktikós)                                              | Serrer, presser, barricader, couvrir, protéger → clôture, palissade, défense, enceinte ; enserré dans une armure, cuirassé, fortifié, protégé, blindé | voir -phragm- |
| -phragm- ; -phract- ; phrén-2                                                                        | φράσσω(phrássô) → φράγμα (phrágma) ; φρακτικός (phraktikós)                                              | Serrer, presser, barricader, couvrir, protéger → clôture, palissade, défense, enceinte ; enserré dans un armure, cuirassé, fortifié, protégé, blindé | Phragmidium, Phragmites, Phragmocône, Diaphragme, Épiphragme ; Cataphracte ; Phrénalgie, Phrénicectomie, Phrénique |
| -phras- ; -phrast-                                                                                   | φράζω(phrázô) → φράσις (phrásis) ; φραστικός (phrastikós)                                                | Expliquer, faire comprendre → élocution, langage, discours ; explicatif, qui est en rapport avec la parole | Phrase, Phrasé, Phraséologie, Antiphrase, Aphrasie, Épiphrase, Métaphrase, Paraphrase, Périphrase ; Phrastique, Holophrastique, Théophraste |
| -phrast-                                                                                             | φράζω(phrázô) → φράσις (phrásis) ; φραστικός (phrastikós)                                                | Expliquer, faire comprendre → élocution, langage, discours ; explicatif, qui est en rapport avec la parole | voir -phras- |
| phratr-                                                                                              | φρατρία (phratría)                                                                                       | Phratrie | Phratriarque, Phratrie |
| phréat-                                                                                              | φρέαρ, -ατος (phréar, -atos)                                                                             | Puits, citerne, réservoir d'eau | Phréaticole, Phréatique, Phréatophyte |
| -phrén-1, -phrène ; frén- ; euphr- ; -phro-                                                          | φρονέω (phronéô) → φρήν(phrến) ; εὔφρων (eúphrôn)                                                        | Être sensé (avisé, prudent), penser, avoir dans l'esprit → esprit, pensée, conscience, membrane, viscères, enveloppe du cœur, diaphragme (?) ; gai, joyeux, réjouissant, bienveillant, propice                                                                                      | Cyclophrénie, Dysphrénie, Hébéphrénie, Hypnophrénose, Oligophrène, Oligophrénie, Paraphrénie, Presbyophrénie, Phrénite, Phrénologie, Schizophrène ; Frénésie, Frénétique ; Euphraise, Euphrasia, Euphrasie, Euphron, Euphrone, Euphronios, Euphrosyne1, Euphrosyne2 ; Sophrologie, Lycophron |
| phrén-2                                                                                              | φράσσω(phrássô) → φράγμα (phrágma) ; φρακτικός (phraktikós)                                              | Serrer, presser, barricader, couvrir, protéger → clôture, palissade, défense, enceinte ; enserré dans un armure, cuirassé, fortifié, protégé, blindé | voir -phragm- |
| -phrène                                                                                              | φρονέω (phronéô) → φρήν(phrến) ; εὔφρων (eúphrôn)                                                        | Être sensé (avisé, prudent), penser, avoir dans l'esprit → esprit, pensée, conscience, membrane, viscères, enveloppe du cœur, diaphragme (?) ; gai, joyeux, réjouissant, bienveillant, propice                                                                                      | voir -phrén-1 |
| -phro-                                                                                               | φρονέω (phronéô) → φρήν(phrến) ; εὔφρων (eúphrôn)                                                        | Être sensé (avisé, prudent), penser, avoir dans l'esprit → esprit, pensée, conscience, membrane, viscères, enveloppe du cœur, diaphragme (?) ; gai, joyeux, réjouissant, bienveillant, propice                                                                                      | voir -phrén-1 |
| phrygan-                                                                                             | φρύγω (phrúgô) → φρύγανον (phrúganon)                                                                    | Brûler, griller → Menu bois mort, brindille | Phrygane |
| -phry-, -phryn-                                                                                      | φρῦνος (phrũvos)                                                                                         | Crapaud | Phrynobatrachidae, Nannophrys, Gastrophryne, Hadromophryne, Heleophryne, Nectophryne, Nimbaphrynoides, Odontophrynus, Pseudophryne, Rhinophrynus, Scaphiophryne |
| -phtal-                                                                                              | νάφθα (náphtha)                                                                                          | Naphte | voir napht- |
| -phtegm- ; -phtong-                                                                                  | φθέγγομαι (phthéggomai) → φθέγμα (phthégma) ; φθόγγος (phthóggos)                                        | Bruire → bruit, son, voix, parole ; bruit, son, voix, parole | Apophtegme, Diphtongue, Monophtongue, Polyphtongue, Triphtongue |
| phthir-                                                                                              | φθείρ (phtheír)                                                                                          | Pou, vermine | voir phtir- |
| phthisi- ; phtisi- ; phti-                                                                           | φθίσις (phthísis)                                                                                        | Dépérissement, consomption, phthisie | Phthisie, Phthisique, Phthisiologie ; Phtisie, Phtisiologie ; Phtiriasis |
| -phthor-                                                                                             | φθορά (phthorá)                                                                                          | Perdition, perte, ruine, corruption, séduction, dégradation | voir -phtor- |
| phti-                                                                                                | φθίσις (phthísis)                                                                                        | Dépérissement, consomption, phthisie | voir phthisi- |
| phtir-, phthir-                                                                                      | φθείρ (phtheír)                                                                                          | Pou, vermine | Phthiraptera, Phtiriase, Phtirophage, Phtirius, Phtirus |
| phtisi-                                                                                              | φθίσις (phthísis)                                                                                        | Dépérissement, consomption, phthisie | voir phthisi- |
| -phtong-                                                                                             | φθέγγομαι (phthéggomai) → φθέγμα (phthégma) ; φθόγγος (phthóggos)                                        | Bruire → bruit, son, voix, parole ; bruit, son, voix, parole | voir -phtegm- |
| -phtor-, -phthor- ;                                                                                  | φθορά (phthorá)                                                                                          | Perdition, perte, ruine, corruption, séduction, dégradation | Phthore, Phtore, Diaphthore, Entomophthora, Phytophthora |
| -phycée, phyco- ; fuc-                                                                               | φῦκος (phũkos)                                                                                           | Algue | Phycocyanine, Phycoérythrine, Phycoïdée, Phycologie, Phycomycète, Phycophéine, Phycopsis, Phycoxanthine, Chlorophycée, Chrysophycée, Cyanophycée, Dinophycée, Euglenophycée, Phéophycée, Rhodophycée, Xanthophycée, Zygnématophycée ; Fucacée, Fucale, Fucose, Fucoxanthine, Fucus |
| phyco-                                                                                               | φῦκος (phũkos)                                                                                           | Algue | voir -phycée |
| -phyl-                                                                                               | φῦλον (phũlon)                                                                                           | Race, tribu, genre, espèce | Phylarque, Phylétique, Phylogenèse, Allophyle, Diphylétique, Monophylétique, Pamphylie, Paraphylétique, Polyphylétique |
| -phylact-, -phylax-                                                                                  | φυλάσσω (phulásso) ; φύλαξις (phúlaxis)                                                                  | Protéger ; protection, garantie | Phylactère, Phylaxie, Anaphylaxie, Apophylaxie, Cytophylaxie, Épiphylaxie, Prophylaxie, Tachyphylaxie |
| -phylax-                                                                                             | φυλάσσω (phulásso) ; φύλαξις (phúlaxis)                                                                  | Protéger ; protection, garantie | voir -phylact- |
| -phyll-                                                                                              | φύλλον(phúllon)                                                                                          | Feuille | Phyllade, Phyllanthe, Phyllopode, Phyllotaxie, Phylloxéra, Anthophylle, Aphylle, Ascophylle, Bryophyllum, Calophyllum, Caryophyllacée, Chlorophylle, Dendrophyllia, Drosophyllum, Kentrophylle, Myriophylle, Podophylle, Sclérophylle, Théophylline, Zygophylle |
| -phyma, phymat-                                                                                      | φῦμα (phũma)                                                                                             | Tumeur, excroissance | Phymate, Phymatine, Phymatoïde, Phymatose, Rhinophyma |
| -phyo-                                                                                               | φύω (phúô) → φύσις(phúsis)                                                                               | Faire naître, pousser, croître → nature, formation | voir -physe1 |
| phys-                                                                                                | φυσάω(phusáô) → φύσημα (phúsêma) ; φῦσα (phũsa) ; φυσαλίς (phusalís)                                     | Souffler, exhaler, gonfler, enfler → souffle, frémissement, bouillonnement ; renflement, vésicule, vessie, soufflet de forge ; bulle d'eau, flûte (sorte de), vessie | voir -physè-2 |
| -physe1 ; -physi- ; -physio- ; -phyo-                                                                | φύω (phúô) → φύσις(phúsis)                                                                               | Faire naître, pousser, croître → nature, formation | Apophyse, Diaphyse, Épiphyse, Hypophyse, Métaphyse, Paraphyse, Symphyse ; Physico-chimie, Physique, Antiphysis, Astrophysique, Biophysique, Géophysique, Métaphysique, Microphysique, Nanophysique, Pataphysique, Psychophysicien ; Physiocratie, Physiognomonie, Physiologie, Physionomie, Physiothérapie ; Symphyotrichum |
| -physè-2 ; phys-, physo-                                                                             | φυσάω(phusáô) → φύσημα (phúsêma) ; φῦσα (phũsa) ; φυσαλίς (phusalís)                                     | Souffler, exhaler, gonfler, enfler → souffle, frémissement, bouillonnement ; renflement, vésicule, vessie, soufflet de forge ; bulle d'eau, flûte (sorte de), vessie | Emphysème ; Physalia, Physalis, Physarum, Physocarpe, Physogastrie, Physophore, Physostigma, Physostome |
| physi-                                                                                               | φύω (phúô) → φύσις(phúsis)                                                                               | Faire naître, pousser, croître → nature, formation | voir -physe1 |
| physio-                                                                                              | φύω (phúô) → φύσις(phúsis)                                                                               | Faire naître, pousser, croître → nature, formation | voir -physe1 |
| physo-                                                                                               | φυσάω(phusáô) → φύσημα (phúsêma) ; φῦσα (phũsa) ; φυσαλίς (phusalís)                                     | Souffler, exhaler, gonfler, enfler → souffle, frémissement, bouillonnement ; renflement, vésicule, vessie, soufflet de forge ; bulle d'eau, flûte (sorte de), vessie | voir -physè-2 |
| phyt-                                                                                                | φυτόν(phutón)                                                                                            | Plante | voir phyto- |
| -phyte                                                                                               | φυτόν(phutón)                                                                                            | Plante | voir phyto- |
| phyto-, phyt- ; -phyte                                                                               | φυτόν(phutón)                                                                                            | Plante | Phytelephas,Phythormone Phytocide, Phytolacca, Phytolithe, Phytophthora, Phytoplancton, Phytosanitaire, Phytosociologie, Phytothérapie, Phytotron, Phytozoaire ; Bryophyte, Cyanophyte, Épiphyte, Gamétophyte, Géophyte, Halophyte, Néophyte, Ostéophyte, Psilophyte, Ptéridophyte, Spermaphyte, Thallophyte, Xérophyte, Zoophyte |
| pi-                                                                                                  | πῖ (pĩ)                                                                                                  | Lettre grecque pi (π, Π) | Pi1, Pi2, Pi3, Pion |
| piast-                                                                                               | πλάσσω (plássô) → πλάσις (plásis) ; πλάσμα (plásma) ; πλαστός (plastós)                                  | Façonner, modeler → façonnage, modelage ; ouvrage façonné ; façonné, modelé | voir -plasie |
| picra-                                                                                               | πικρός (picrós)                                                                                          | Piquant, aigu | voir picro- |
| picri-                                                                                               | πικρός (picrós)                                                                                          | Piquant, aigu | voir picro- |
| picro- ; picra- ; picri-                                                                             | πικρός (picrós)                                                                                          | Piquant, aigu | Picrochole1, Picrochole2, Picromel, Picrotoxine ; Picrate ; Picridium, Picrique, Picris, Chloropicrine |
| piéri-, pieri-                                                                                       | Πιερίς, -ίδος (piérís, -ídos)                                                                            | de la Piérie (contrée de Macédoine, séjour des Muses voisin de l'Olympe), Muse | Piéride, Piérides, Piérie, Piérinae, Pieris |
| piézo-                                                                                               | πιέζω (piézô)                                                                                            | Serrer, presser, étreindre | Piézoélectricité, Piézographe, Piézomètre |
| -pil(o)-                                                                                             | πῖλος (pῖlos)                                                                                            | Laine cardée, feutre, garniture ou doublure de feutre, bonnet de feutre, touffe cotonneuse | Pileus1, Piléus2, Pileus3, Pilocarpus, Pilocarpine, Aegagropile |
| pinaco-                                                                                              | πίναξ, -ακος (pínax, -akos)                                                                              | Planche, tablette, planche pour peindre, tableau | Pinacoceras, Pinacoline, Pinacologie, Pinacosaurus, Pinacothèque |
| pinn(o)-                                                                                             | πίννα (pinna)                                                                                            | Pinne marine (coquillage) | Pinne, Pinnothère |
| pino-                                                                                                | πίνω (pínô)                                                                                              | Boire | Pinocytose |
| -pion-                                                                                               | πίων (píôn)                                                                                              | Gras, riche, abondant, fertile | Propionate, Propione, Propionique ; voir aussi prop- |
| piper- ; pépér- ; poivr-                                                                             | πέπερι (péperi), πέπερις, -ιδος (péperis, -idos)                                                         | Poivre | Pipéracée, Piperade, Pipérine, Pipéronal ; Pépérin ; Poivre, Poivrier, Poivrière |
| pisa-                                                                                                | πείθω,(peíthô) ; Πειθώ (Peithố)                                                                          | Persuader, convaincre, circonvenir, enjôler, séduire, tromper, se fier à ; Péithô (fille d’Okéanos et de Téthys) | voir pith-1 |
| pisi-1                                                                                               | πείθω,(peíthô) ; Πειθώ (Peithố)                                                                          | Persuader, convaincre, circonvenir, enjôler, séduire, tromper, se fier à ; Péithô (fille d’Okéanos et de Téthys) | voir pith-1 |
| pisi-2, piso-                                                                                        | πισός (pisós)                                                                                            | Pois (légume) | Pisiforme, Pisolithe |
| pistach-                                                                                             | πιστάκη (pistákê) → πιστάκιον (pistákion)                                                                | Pistachier → pistache | Pistache, Pistachier |
| pith-1 ; pisa-, pisi- ; péith-                                                                       | πείθω,(peíthô) ; Πειθώ (Peithố)                                                                          | Persuader, convaincre, circonvenir, enjôler, séduire, tromper, se fier à ; Péithô (fille d’Okéanos et de Téthys) | Pithagoras, Pithiatique, Pithiatisme ; Pisandre, Pisinoé, Pisistrate ; Péitho |
| pith-2                                                                                               | πίθηκος(píthêkos)                                                                                        | Singe | voir pithéc- |
| pith-3                                                                                               | πίθος (píthos)                                                                                           | Jarre | Pithos, Pithomètre, Pithovirus |
| pithéc-, -pithèque, pith-2                                                                           | πίθηκος(píthêkos)                                                                                        | Singe | Pithécanthrope, Pithécophage, Anthropopithèque, Australopithèque, Cercopithèque, Dryopithèque, Galéopithèque, Oréopithèque, Ramapithèque, Rhinopithèque, Semnopithèque, Sivapithèque |
| -pithèque                                                                                            | πίθηκος(píthêkos)                                                                                        | Singe | voir pithéc- |
| pitto-                                                                                               | πίττα (pítta)                                                                                            | Poix | Pittosporum |
| pityr-                                                                                               | πίτυρον (píturon)                                                                                        | Son (résidu de blé moulu) | Pityriasis |
| pivoin- ; pæôn- ; péan- ; péon-                                                                      | παιών (païốn) → παιωνία (païônía)                                                                        | Pæôn (surnom d'Apollon), guérisseur, médecin, péan, péon → pivoine | Pivoine ; Pæôn1, Pæôn2 ; Péan ; Péon |
| -pl-                                                                                                 | πλέκω(plékô) → πλεκτός (plektós)                                                                         | Tresser, entrelacer → Tressé, entrelacé, soudé | voir -plect-1 et la note qui y est rattachée. |
| plag(i#e)-                                                                                           | πλάγιος (plágios)                                                                                        | Oblique, en oblique, équivoque, louche, fourbe | Plagal, Plage, Plagiaire, Plagiat, Plagiocéphalie, Plagioclase, Plagiostome, Plagiotrope |
| -plancton                                                                                            | πλάνης, -ητος (plánês, -êtos) ; πλαγκτός (plagktós)                                                      | Errant, intermittent ; errant, divaguant, instable | voir -planét- |
| -planèt-, -planét- ; -plancton                                                                       | πλάνης, -ητος (plánês, -êtos) ; πλαγκτός (plagktós)                                                      | Errant, intermittent ; errant, divaguant, instable | Plan, -planét-, Planétarium, Planétologie, Aplanétisme, Exoplanète, Interplanétaire ; Plancton, Bathyplancton, Phytoplancton, Zooplancton |
| -plasie ; -plasm- ; -plast- ; piast- ; -plât-1                                                       | πλάσσω (plássô) → πλάσις (plásis) ; πλάσμα (plásma) ; πλαστός (plastós)                                  | Façonner, modeler → façonnage, modelage ; ouvrage façonné ; façonné, modelé | Aplasie, Achondroplasie, Anaplasie, Dysplasie, Leucoplasie, Métaplasie, Néoplasie ; Plasma, Plasmocyte, Plasmodesme, Plasmodium, Plasmolyse, Cataplasme, Cytoplasme, Ectoplasme, Métaplasme, Mycoplasme, Néoplasme, Protoplasme, Sarcoplasme, Toxoplasmose ; Plastic, Plasticien, Plastifier, Plastique, Plastisol, Plastron, Plasturgie, Anaplastie, Chloroplaste, Galvanoplastie, Mammoplastie, Ostéoplastie, Otoplastie, Rhinoplastie, Thoracoplastie, Uranoplastie ; Piastre ; Plâtre, Emplâtre |
| -plasm-                                                                                              | πλάσσω (plássô) → πλάσις (plásis) ; πλάσμα (plásma) ; πλαστός (plastós)                                  | Façonner, modeler → façonnage, modelage ; ouvrage façonné ; façonné, modelé | voir -plasie |
| -plast-                                                                                              | πλάσσω (plássô) → πλάσις (plásis) ; πλάσμα (plásma) ; πλαστός (plastós)                                  | Façonner, modeler → façonnage, modelage ; ouvrage façonné ; façonné, modelé | voir -plasie |
| -plât-1                                                                                              | πλάσσω (plássô) → πλάσις (plásis) ; πλάσμα (plásma) ; πλαστός (plastós)                                  | Façonner, modeler → façonnage, modelage ; ouvrage façonné ; façonné, modelé | voir -plasie |
| -plat-2                                                                                              | πλατύς (platús)                                                                                          | Large et plat | Plat1, Plat2, Platane, Plateau, Platelage, Plathelminthe, Platine (mot féminin), Platon, Platycéphale, Platycérium, Platycnémis, Platydème, Platype, Platyrrhinien, Platystémon, Omoplate |
| -ple ; pléo-2 ; plio-2                                                                               | πλέω(pléô) ; πλόος (plóos)                                                                               | Naviguer, voguer ; navigation | Haliple, Périple ; Pléon, Pléomère, Pléopode, Pléorama ; Pliosaure |
| -plect-1, -pl-, -plex-1                                                                              | πλέκω(plékô) → πλεκτός (plektós)                                                                         | Tresser, entrelacer → Tressé, entrelacé, soudé | Plectognathe, Plectenchyme, Métaplectique, Symplectique ; voir aussi cette note. |
| plect-2, -plex-2 ; -plégie                                                                           | πλήσσω (plếssô) → πληγή (plêgế) ; πλῆκτρον (plễktron)                                                    | Frapper → Coup ; plectre, aiguillon, dard, éperon, pointe de lance | Plectoryncha, Plectranthe, Plectre, Plectridium, Plectrophane, Plectroptère ; Apoplexie, Cataplexie ; Diplégie, Hémiplégie, Paraplégie, Tétraplégie |
| -plégie                                                                                              | πλήσσω (plếssô) → πληγή (plêgế) ; πλῆκτρον (plễktron)                                                    | Frapper → Coup ; plectre, aiguillon, dard, éperon, pointe de lance | voir plect2- |
| pléia-                                                                                               | Πληϊάδες(plêïádes)                                                                                       | (Ensemble des) Pléiades (filles d'Atlas et de Pléioné), Pléiades (constellation des) | voir pléio-2 |
| pléio-1                                                                                              | πολύς,(polús) ; πολλάκις (pollákis) ; πλήθω (plếthô) ; πλείων (pleíôn)                                   | Nombreux, beaucoup ; souvent ; être plein, s'enfler, remplir ; plus nombreux | voir -poly- |
| pléio-2 ; pléia-                                                                                     | Πληϊάδες(plêïádes)                                                                                       | (Ensemble des) Pléiades (filles d'Atlas et de Pléioné), Pléiades (constellation des) | Plêïonê ; Pléiades |
| pléisto-                                                                                             | πολύς,(polús) ; πολλάκις (pollákis) ; πλήθω (plếthô) ; πλείων (pleíôn)                                   | Nombreux, beaucoup ; souvent ; être plein, s'enfler, remplir ; plus nombreux | voir -poly- |
| pléo-1                                                                                               | πολύς,(polús) ; πολλάκις (pollákis) ; πλήθω (plếthô) ; πλείων (pleíôn)                                   | Nombreux, beaucoup ; souvent ; être plein, s'enfler, remplir ; plus nombreux | voir -poly- |
| pléo-2                                                                                               | πλέω(pléô) ; πλόος (plóos)                                                                               | Naviguer, voguer ; navigation | voir -ple |
| plér-                                                                                                | πληρόω (plêróô) → πλήρωμα (plếrôma)                                                                      | Emplir, compléter → contenu, somme, total, plénitude, achèvement, accomplissement | Plérématique, Plérion, Pléromatique, Plérôme, Plérose, Plérotique |
| plésio-                                                                                              | πλησίος (plêsíos)                                                                                        | Proche, voisin | Plésiomorphie, Plésiosaure, Plésiothérapie |
| pléth-                                                                                               | πολύς,(polús) ; πολλάκις (pollákis) ; πλήθω (plếthô) ; πλείων (pleíôn)                                   | Nombreux, beaucoup ; souvent ; être plein, s'enfler, remplir ; plus nombreux | voir -poly- |
| pleur- ; plèvr-                                                                                      | πλευρά (pleurá)                                                                                          | Côte, flanc, côté | Pleural, Pleurésie, Pleurite, Pleurobranche, Pleurodèle, Pleurodynie, Pleuronectes, Pleuropneumonie, Pleurote, Pleurotomie ; Plèvre |
| plèvr-                                                                                               | πλευρά (pleurá)                                                                                          | Côte, flanc, côté | voir pleur- |
| plex-1                                                                                               | πλέκω(plékô) → πλεκτός (plektós)                                                                         | Tresser, entrelacer → Tressé, entrelacé, soudé | voir -plect-1 et la note qui y est rattachée. |
| -plex-2                                                                                              | πλήσσω (plếssô) → πληγή (plêgế) ; πλῆκτρον (plễktron)                                                    | Frapper → Coup ; plectre, aiguillon, dard, éperon, pointe de lance | voir plect2- |
| plio-1                                                                                               | πολύς,(polús) ; πολλάκις (pollákis) ; πλήθω (plếthô) ; πλείων (pleíôn)                                   | Nombreux, beaucoup ; souvent ; être plein, s'enfler, remplir ; plus nombreux | voir -poly- |
| plio-2                                                                                               | πλέω(pléô) ; πλόος (plóos)                                                                               | Naviguer, voguer ; navigation | voir -ple |
| -ploïde, -ploïdie                                                                                    | -πλόος(-plόos)                                                                                           | (Notion de) Ploïdie | Ploïdie, Allopolyploïdie, Aneuploïdie, Autopolyploïdie, Décaploïde, Diploïdie, Euploïdie, Haploïdie, Heptaploïde, Hexaploïde, Monoploïde, Nonaploïde, Octoploïde, Pentaploïde, Polyploïdie, Triploïde, Tétraploïdie ; voir aussi cette note |
| plouto- ; plut-                                                                                      | πλοῦτος (ploũtos)                                                                                        | Richesse | Ploutô, Ploutocratie, Ploutos ; Plutarque |
| plut-                                                                                                | πλοῦτος (ploũtos)                                                                                        | Richesse | voir plouto- |
| -pluto-, -pluton-                                                                                    | Πλούτων (ploútôn)                                                                                        | Pluton (Dieu des Enfers) | Pluto, Pluton1, Pluton2, Pluton3, Plutonigène, Plutonisme, Plutonium, Transplutonien1, Transplutonien2 |
| -pné- ; pneum-, -pneumo- ; -pneumat-, pneumato- ; -pneuste                                           | πνέω (pnéô) → πνεῦμα (pneũma) ; πνεύμων (pneúmôn)                                                        | Respirer → Air, souffle, esprit ; poumon | Pnéomètre, Apnée, Apnéiste, Dyspnée, Eupnéique, Tachypnée ; Pneumectomie, Pneumencéphalie, Pneumocéphale, Pneumocoque, Pneumogastrique, Pneumonie, Pneumothorax, Bronchopneumonie, Pleuropneumonie, Dipneumoné ; Pneumatique, Pneumatocèle, Pneumatologie, Pneumatomètre, Pneumatophore, Hydropneumatique ; Dipneuste, Enteropneuste |
| pneum-                                                                                               | πνέω (pnéô) → πνεῦμα (pneũma) ; πνεύμων (pneúmôn)                                                        | Respirer → Air, souffle, esprit ; poumon | voir -pné- |
| pneumat-                                                                                             | πνέω (pnéô) → πνεῦμα (pneũma) ; πνεύμων (pneúmôn)                                                        | Respirer → Air, souffle, esprit ; poumon | voir -pné- |
| pneumato-                                                                                            | πνέω (pnéô) → πνεῦμα (pneũma) ; πνεύμων (pneúmôn)                                                        | Respirer → Air, souffle, esprit ; poumon | voir -pné- |
| -pneumo-                                                                                             | πνέω (pnéô) → πνεῦμα (pneũma) ; πνεύμων (pneúmôn)                                                        | Respirer → Air, souffle, esprit ; poumon | voir -pné- |
| -pneuste                                                                                             | πνέω (pnéô) → πνεῦμα (pneũma) ; πνεύμων (pneúmôn)                                                        | Respirer → Air, souffle, esprit ; poumon | voir -pné- |
| pnict-                                                                                               | πνίγω (pnígô)                                                                                            | Étouffer | Pnictide, Pnictogène, Pnicture |
| pod-                                                                                                 | πούς, -οδός (poús, -odós)                                                                                | Pied | voir -podo- |
| -pode                                                                                                | πούς, -οδός (poús, -odós)                                                                                | Pied | voir -podo- |
| -podo-, pod-, -pode ; -pe ; -pèze ; -biz-                                                            | πούς, -οδός (poús, -odós)                                                                                | Pied | Podagre, Podaire, Podologie, Podomètre, Antipode, Apode, Arthropode, Brachypoda, Brachypode, Céphalopode, Chénopode, Copépode, Dolichopoda, Gastéropode, Hétéropode, Hexapode, Lycopode, Macropode, Myriapode, Octopode, Ornithopode, Polypode, Pseudopode, Ptéropode, Sauropode, Tétrapode, Théropode, Tripode, Uropode ; Bradype, Polype ; Trapèze ; Trébizonde |
| poé-, poè- ; -pée ; -poïèse, -poïète                                                                 | ποιέω-ῶ (poiéô-ỗ)                                                                                        | Faire | Poème, Poésie, Poète ; Chrysopée, Épopée, Éthopée, Mélopée, Onomatopée, Pélopée, Pharmacopée, Prosopopée ; Acheiropoïète, Hématopoïèse, Hémopoiétine, Érythropoïèse, Érythropoïétine |
| poecilo-, pœcilo-                                                                                    | ποικίλος (poikílos)                                                                                      | Varié, divers | voir poïkilo- |
| -poïèse, -poïète                                                                                     | ποιέω-ῶ (poiéô-ỗ)                                                                                        | Faire | voir poé- |
| poïkilo- ; poecilo-, pœcilo-                                                                         | ποικίλος (poikílos)                                                                                      | Varié, divers | Poïkilocytose, Poïkilodermie, Poïkilotherme ; Poecilogynie, Poecilotherme |
| poivr-                                                                                               | πέπερι (péperi), πέπερις, -ιδος (péperis, -idos)                                                         | Poivre | voir piper- |
| pol-                                                                                                 | πόλις (pólis)                                                                                            | Ville, cité | voir -poli- |
| -polaire                                                                                             | πόλος (pólos)                                                                                            | Pivot | voir -pôle1 |
| polar-, polari-                                                                                      | πόλος (pólos)                                                                                            | Pivot | voir -pôle1 |
| -pôle1 ; -polaire ; polar-, polari-                                                                  | πόλος (pólos)                                                                                            | Pivot | Pôle, Dipôle ; Polaire, Transpolaire ; Polarisation, Polarimètre, Polariscope, Polariseur, Polarité, Polaroïd |
| -pole2                                                                                               | πόλις (pólis)                                                                                            | Ville, cité | voir -poli- |
| -pole3                                                                                               | πωλέω (pôléô)                                                                                            | Négocier, vendre, tradiquer | Duopole, Monopole, Oligopole |
| polém-                                                                                               | πόλεμος (pólemos)                                                                                        | Guerre, combat, bataille, choc | Polémarque, Polémique, Polémiste, Polémologie, Polémon, Polemonium, Polémousa ; voir aussi ptolém- |
| -poli-, -pole2, -pol ; -ble2                                                                         | πόλις (pólis)                                                                                            | Ville, cité | Police1, Police2, Poliorcétique, Poliste, Politique, Acropole, Andrinople, Antipolis1, Antipolis2, Cosmopolitisme, Décapole1, Décapole2, Gratianopolis, Hélépole, Héliopolis, Hermopolis, Hiérakonpolis, Hiérapolis, Interpol, Lycopolis, Mégapole, Métropole, Nécropole, Persépolis, Propolis, Sébastopol ; Grenoble |
| polio-                                                                                               | πολιός(poliós)                                                                                           | Gris | Polianite, Polioencéphalite, Poliomyélite, Poliose, Poliovirus |
| pollac-                                                                                              | πολύς,(polús) ; πολλάκις (pollákis) ; πλήθω (plếthô) ; πλείων (pleíôn)                                   | Nombreux, beaucoup ; souvent ; être plein, s'enfler, remplir ; plus nombreux | voir -poly- |
| pollaki-                                                                                             | πολύς,(polús) ; πολλάκις (pollákis) ; πλήθω (plếthô) ; πλείων (pleíôn)                                   | Nombreux, beaucoup ; souvent ; être plein, s'enfler, remplir ; plus nombreux | voir -poly- |
| pollen                                                                                               | πάλη (pálê) ; παλύνω (palúnô)                                                                            | Fleur de farine, fine poussière ; répandre en secouant, saupoudrer | voir palyn- |
| polu-                                                                                                | πολύς,(polús) ; πολλάκις (pollákis) ; πλήθω (plếthô) ; πλείων (pleíôn)                                   | Nombreux, beaucoup ; souvent ; être plein, s'enfler, remplir ; plus nombreux | voir -poly- |
| -poly-, polu- ; pollac- ; pollaki- ; pléio-1 ; pléisto- ; pléo-1 ; pléth- ; plio-1                   | πολύς,(polús) ; πολλάκις (pollákis) ; πλήθω (plếthô) ; πλείων (pleíôn)                                   | Nombreux, beaucoup ; souvent ; être plein, s'enfler, remplir ; plus nombreux | Dioscure Poludeúkês (Pollux), Polyacide, Polyamide, Polybe, Polycéphale, Polychroïsme, Polychromie, Polyclinique, Polycopie, Polycyclique, Polydactyle, Polyèdre, Polyester, Polyéthène, Polyglotte, Polygonacées, Polygone, Polygramme, Polygraphe, Polylogue, Polymère, Polynésie, Polynôme, Polyol, Polyoside, Polype, Polypeptide, Polyphème, Polyphonie, Polyploïde, Polyptote, Polyptyque, Polysémie, Polysome, Polystyrène, Polysyllabique, Polysyndète, Polytechnique, Polythéisme, Polytonalité, Polytope, Polytraumatisme, Polytrichum, Polyuréthane, Polyurie, Polyvalence, Polyvinyle, Copolymère, Monopoly, Photopolymère ; Pollacanthe ; Pollakiurie ; Pléiomorphe, Pléiotropie ; Pléistocène ; Pléochroïsme, Pléomorphe, Pléonasme, Pléonexie, Pléosporale ; Pléthysmographie, Pléthore ; Pliocène, Pliohippus |
| -pomp-                                                                                               | πέμπω (pémpô → πομπός (pompós ; πομπή (pompế                                                             | Envoyer, renvoyer, congédier, escorter, accompagner → conducteur, guide, compagnon, garde ; envoi, escorte, conduite | Pompe, Pompes, Pompeux, Pompile, Psychopompe |
| pompho-                                                                                              | πομφός (pomphós)                                                                                         | bulle, bouton, pustule | Pomphos, Pompholyx1 Pompholyx2 ; voir aussi pemphi- |
| -por-, -pore                                                                                         | πόρος (póros                                                                                             | Passage, chemin, détroit, pont | Pore, Porosité, Acropore, Aporie, Blastopore, Madrépore, Millépore, Polypore, Tubipore |
| -pordo-                                                                                              | πέρδομαι (pérdomai)                                                                                      | Péter, vesser | voir -perdo- |
| porphi-                                                                                              | πορφύρα (porphúra)                                                                                       | Pourpre (coquillage et colorant) | voir porphyr- |
| porphyr- ; porphi- ; pourpr- ; purpur-                                                               | πορφύρα (porphúra)                                                                                       | Pourpre (coquillage et colorant) | Porphyre, Porphyrie, Porphyrine, Porphyroïde ; Porphine ; Pourpre1, Pourpre2 ; Purpura, Purpurine, Purpurite |
| Poséidon, posidon-                                                                                   | Ποσειδῶν (Poseidỗn)                                                                                      | Poséidon (Dieu des mers et des tremblements de terre) | Poséidéon, Poséidon, Posidonie, Posidonios |
| posidon-                                                                                             | Ποσειδῶν (Poseidỗn)                                                                                      | Poséidon (Dieu des mers et des tremblements de terre) | voir Poséidon |
| -posium                                                                                              | πίνω (pínô), πότος(pótos) ; συμπόσιον (Sumpósion)                                                        | Boire ; action de boire, boisson ; Banquet, festin | voir poto- |
| poso-                                                                                                | πόσος (pósos)                                                                                            | Combien (de quelle grandeur ou en quelle quantité ?) | Posochronographie, Posologie |
| -posth-                                                                                              | πόσθη (pósthè) ; πόσθιον (pósthion)                                                                      | Membre viril, prépuce ; (diminutif de) πόσθη | Posthectomie, Posthétomiste, Posthite, Acroposthite, Balanoposthite |
| -potam-                                                                                              | ποταμός(potamós)                                                                                         | Fleuve, rivière | Potamochère, Potamologie, Potamot, Potamotoque, Hippopotame, Mésopotamie, Myopotame |
| poto- ; -posium                                                                                      | πίνω (pínô), πότος(pótos) ; συμπόσιον (Sumpósion)                                                        | Boire ; action de boire, boisson ; Banquet, festin | Potomanie, Potomètre ; Symposium |
| pourpr-                                                                                              | πορφύρα (porphúra)                                                                                       | Pourpre (coquillage et colorant) | voir porphyr- |
| -pract-                                                                                              | πράσσω (prássô) → πρᾶξις (prãxis) ; πρᾶγμα (prãgma) ; πρακτικός (praktikόs)                              | Parcourir, accomplir, achever, exécuter, travailler, réaliser, agir → activité pratique, succès, action ; affaire, action, entreprise ; actif, efficace, porté à agir | voir -prax- |
| -pragm-                                                                                              | πράσσω (prássô) → πρᾶξις (prãxis) ; πρᾶγμα (prãgma) ; πρακτικός (praktikόs)                              | Parcourir, accomplir, achever, exécuter, travailler, réaliser, agir → activité pratique, succès, action ; affaire, action, entreprise ; actif, efficace, porté à agir | voir -prax- |
| -prase-, praséo-                                                                                     | πράσον (práson)                                                                                          | Poireau | Prase, Praséodyme, Prasiolite, Chrysoprase |
| prat-                                                                                                | πράσσω (prássô) → πρᾶξις (prãxis) ; πρᾶγμα (prãgma) ; πρακτικός (praktikόs)                              | Parcourir, accomplir, achever, exécuter, travailler, réaliser, agir → activité pratique, succès, action ; affaire, action, entreprise ; actif, efficace, porté à agir | voir -prax- |
| -prax- ; -pragm- ; -pract- ; prat-                                                                   | πράσσω (prássô) → πρᾶξις (prãxis) ; πρᾶγμα (prãgma) ; πρακτικός (praktikόs)                              | Parcourir, accomplir, achever, exécuter, travailler, réaliser, agir → activité pratique, succès, action ; affaire, action, entreprise ; actif, efficace, porté à agir | Praxidikè, Praxidiké, Praxinoscope, Praxis, Praxitèle, Apraxie, Chiropraxie, Dyspraxie, Thanatopraxie ; Pragmata, Pragmatique, Pragmatisme, Apragmatisme ; Practice, Chiropracteur, Thanatopracteur ; Praticable, Praticien, Pratique |
| presby-, presbyt- ; prétr-                                                                           | πρέσϐυς (présbus)                                                                                        | Ancien, vieillard | Presbyacousie, Presbyophrénie, Presbyopie, Presbyte, Presbytère, Presbytérianisme, Presbytie ; Prêtre, Prêtrise |
| prêtr-                                                                                               | πρέσϐυς (présbus)                                                                                        | Ancien, vieillard | voir presby- |
| pri-                                                                                                 | πρίω (príô) → πρῖσμα (prĩsma)                                                                            | Scier → sciure de bois, prisme | voir prism- |
| priap-                                                                                               | Πρίαπος (príapos)                                                                                        | Priape (dieu des jardins et de la fécondité) | Priape, Priapée, Priapisme |
| prism- ; pri-                                                                                        | πρίω (príô) → πρῖσμα (prĩsma)                                                                            | Scier → sciure de bois, prisme | Prismatique, Prismatoïde, Prisme ; Priodonte, Prion |
| pro-                                                                                                 | πρό(pró) (adverbe et préposition)                                                                        | Devant, en avant, auparavant, pour, en faveur de | Probiotique, Problème, Procercoïde, Prognathe, Procaryote, Prodicos, Prolapsus, Prolégomènes, Prolepse, Promaque, Pronaos, Pronymphe, Pronéphros, Prophase, Prophylactique, Prophète, Propionate, Propione, Propionique, Propolis, Propylée, Prostaglandine, Prostate, Prostatectomie, Prostatite, Protase, Prote, Protèle, Protérandrie, Prothèse, Prothorax, Prothrombine, Protomothèque, Proxénétisme |
| probosc-                                                                                             | βόσκω (bóskô) → προϐοσκίς (proboskís)                                                                    | Faire paître, nourrir → trompe d'éléphant | voir -bosc- |
| -proct(o)-                                                                                           | πρωκτός (prôktós)                                                                                        | Anus | Proctalgie, Proctite, Proctocèle, Proctologie, Proctorrhée, Cryptoprocte, Ectoprocte, Euprocte, Opisthoprocte |
| promét-                                                                                              | προμηθεύς (promêtheús) → Προμηθεύς (Promêtheús)                                                          | Prévoyant, prudent → Prométhée (titan) | Prométhée, Prométhéen, Prométhium |
| prop-                                                                                                | πίων (píôn)                                                                                              | Gras, riche, abondant, fertile | Propanal, Propane, Propanoïque, Propanol, Propène, Propergol, Propyle, Propylène |
| -pros- ; prosop-                                                                                     | πρός(prós) (adverbe et préposition) ; πρόσωπον (prósôpon)                                                | Auprès, à côté, en venant de, devant, de la part de, en faveur de, au contact de, vers ; visage, face, figure, masque, personnage de théâtre | Prosélyte, Prosodie, Prosonomasie, Prosthèse, Prosthétique, Dysprosium ; Prosopagnosie, Prosopalgie, Prosopographie, Prosopologie, Prosopomètre, Prosopopée, Prosopopèse |
| proso-                                                                                               | πρόσω(prósô)                                                                                             | En avant | Prosobranches |
| prosop-                                                                                              | πρός(prós) (adverbe et préposition) ; πρόσωπον (prósôpon)                                                | Auprès, à côté, en venant de, devant, de la part de, en faveur de, au contact de, vers ; visage, face, figure, masque, personnage de théâtre | voir -pros- |
| prot(o)-                                                                                             | πρῶτος,(prỗtos) ; Πρωτεὺς (Prôteùs)                                                                      | Premier ; Protée (divinité marine, fils de Poséidon) | Protactinium, Protagoniste, Protagoras, Protandrie, Protanomalie, Protanopie, Protarque, Prote, Protée1, Protée2, Protéiforme, Protéine, Protéolyse, Protésilas, Protiste, Protochordé, Protocole, Protoctiste, Protogène, Protogine, Protogynie, Protomaque, Proton, Protoptère, Prototaxites, Prototype, Protoxyde, Protozoaire |
| protéro-                                                                                             | πρότερος,(próteros)                                                                                      | Premier de deux, supérieur | Protérogyne, Protéroglyphe, Protérozoïque |
| prun-                                                                                                | προύμνη (proúmnê)                                                                                        | Prunier | Prune, Pruneau, Prunelle1, Prunelle2, Prunellier, Prunier, Prunus |
| psal- ; psau-                                                                                        | ψάλλω (psállô) ; ψαλμός (psalmós)                                                                        | Tirer, arracher, faire vibrer (les cordes d'un instrument) ; psaume | Psalmiste, Psalmodie, Psaltérion ; Psaume, Psautier |
| psall-                                                                                               | ψέλιον (psélion)                                                                                         | Voûte, anneau, ciseaux | Psalliote |
| psamm(o)- ; -pses- ; -psil-, -psilo- ; psor-                                                         | ψάω(psáô) → ψάμμος(psámmos) ; ψιλός (psilós) ; ψώρα (psốra)                                              | Gratter, frotter → sable ; dégarni (de poils, de plume ou de végétation), dépouillé, dénudé, nu, lisse, simple ; gale | Psammite, Psammophile ; Palimpseste ; Psilète, Psilocine, Psilocybe, Psilocybine, Psilomélane, Psilopa, Psilophyte, Psilose, Psilosis, Psilotacées, Psilotales, Psilotum, Psilure, Epsilon, Upsilon ; Psora, Psoralée, Psoralène, Psorique, Psoriasis, Psoropte |
| psau-                                                                                                | ψάλλω (psállô) ; ψαλμός (psalmós)                                                                        | Tirer, arracher, faire vibrer (les cordes d'un instrument) ; psaume | voir psal- |
| pses-                                                                                                | ψάω(psáô) → ψάμμος(psámmos) ; ψιλός (psilós) ; ψώρα (psốra)                                              | Gratter, frotter → sable ; dégarni (de poils, de plume ou de végétation), dépouillé, dénudé, nu, lisse, simple ; gale | voir psamm(o)- |
| pseud(o)-                                                                                            | ψευδής (pseudếs)                                                                                         | Menteur, faux | Pseudarthrose, Pseudépigraphe, Pseud(o)-, Pseudo-alliage, Pseudogamie, Pseudogley, Pseudomonas, Pseudomys, Pseudonyme, Pseudopode, Pseudorchis, Pseudoscience |
| psoph-                                                                                               | ψόφος (psóphos)                                                                                          | Bruit | Psophomètre |
| psi                                                                                                  | ψῖ (psĩ)                                                                                                 | Lettre grecque psi (ψ, Ψ) | Psi1, Psi2 |
| -psil-, -psilo-                                                                                      | ψάω(psáô) → ψάμμος(psámmos) ; ψιλός (psilós) ; ψώρα (psốra)                                              | Gratter, frotter → sable ; dégarni (de poils, de plume ou de végétation), dépouillé, dénudé, nu, lisse, simple ; gale | voir psamm(o)- |
| psittac-                                                                                             | ψιττακός (psittakós)                                                                                     | Perroquet | Psittacidé, Psittacisme, Psittacose |
| psoa-                                                                                                | ψόα (psóa)                                                                                               | Muscles lombaires, reins | Psoas |
| psoph-                                                                                               | ψόφος (psóphos)                                                                                          | Bruit | Psophie, Psophiidés, Psophomètre |
| psoqu-                                                                                               | ψώχω(psốkhô) → ψήν,(psến)                                                                                | Broyer, émietter → Gallinsecte | Psocoptère, Psoque |
| psor-                                                                                                | ψάω(psáô) → ψάμμος(psámmos) ; ψιλός (psilós) ; ψώρα (psốra)                                              | Gratter, frotter → sable ; dégarni (de poils, de plume ou de végétation), dépouillé, dénudé, nu, simple ; gale | voir psamm(o)- |
| -psych(o)- ; psychro- ; psykter                                                                      | ψυχή (psukhế) ; ψύχω (psýkhô) → ψυχρός (psychrós) ; ψυκτήρ (psyktếr)                                     | Souffle, esprit, âme ; souffler, refroidir → froid, glacial ; vase (pour refroidir le vin) | Psychagogique, Psychanalyste, Psychasthénie, Psyché1, Psyché2, Psychédélique, Psychiatre, Psychisme, Psychokinèse, Psycholeptique, Psychologie, Psychomoteur, Psychomotricien, Psychonévrose, Psychopathe, Psychopédagogue, Psychose, Psychotique, Bradypsychie, Métapsychique, Métempsychose, Morphopsychologie, Neuropsychiatrie, Parapsychologique, Pédopsychiatrie ; Psychromètre, Psychrophila1, Psychrophila2, Psychrophile, Psychrotrophe ; Psykter |
| psychro-                                                                                             | ψυχή (psukhế) ; ψύχω (psýkhô) → ψυχρός (psychrós) ; ψυκτήρ (psyktếr)                                     | Souffle, esprit, âme ; souffler, refroidir → froid, glacial ; vase (pour refroidir le vin) | voir -psych(o)- |
| psykter                                                                                              | ψυχή (psukhế) ; ψύχω (psýkhô) → ψυχρός (psychrós) ; ψυκτήρ (psyktếr)                                     | Souffle, esprit, âme ; souffler, refroidir → froid, glacial ; vase (pour refroidir le vin) | voir -psych(o)- |
| psyll-                                                                                               | ψύλλα (psúlla)                                                                                           | Puce | Psylle, Psylliodes, Psylloidés |
| ptér-, -ptère, -ptéri-, -pterum                                                                      | πτερόν (pterón) ; πτερίς (pterís) ; πτερύγιον (pterúgion) ; πτέρυξ, -υγος (ptérux, -ugos)                | Plume, aigrette, aile ; sorte de fougère ; nageoire, aileron ; aile, nageoire | voir -ptéro- |
| ptern-                                                                                               | πτέρνα (ptérna)                                                                                          | Talon | Litopterne |
| -ptéro-, ptér- ; -ptère, -pterum ; -ptéri- ; -ptérygien ; -ptery-, -ptéry-                           | πτερόν (pterón) ; πτερίς (pterís) ; πτερύγιον (pterúgion) ; πτέρυξ, -υγος (ptérux, -ugos)                | Plume, aigrette, aile ; sorte de fougère ; nageoire, aileron ; aile, nageoire | Ptéranodon, Ptérocarya, Ptérocère, Ptérodactyle, Ptéropode, Ptérosaurien ; Aptère, Chiroptère, Coléoptère, Diptère, Glossopteris, Hémiptère, Hélicoptère, Lépidoptère, Mégaloptère, Monoptère, Nannopterum, Névroptère, Orthoptère, Percnoptère ; Périptère ; Archaeopteris, Ptéridophyte, Ptéridospermes, Phœnicoptériforme, Phœnicoptéridé, Protoptère ; Aptérygote, Ptérygode, Ptérygoïde, Ptérygote, Pterygotus, Acanthoptérygien, Actinoptérygien, Crossoptérygien, Décaptérygien, Diptérygien, Ennéaptérygien, Gastéroptérygien, Malacoptérygien, Monoptérygien, Péroptérygien, Sarcoptérygien, Sauroptérygien ; Aptéryx, Archéoptéryx, Calopteryx, Lophopterys, Ourapteryx, Phyllopteryx |
| -ptery-, -ptéry-                                                                                     | πτερόν (pterón) ; πτερίς (pterís) ; πτερύγιον (pterúgion) ; πτέρυξ, -υγος (ptérux, -ugos)                | Plume, aigrette, aile ; sorte de fougère ; nageoire, aileron ; aile, nageoire | voir -ptéro- |
| -ptérygien                                                                                           | πτερόν (pterón) ; πτερίς (pterís) ; πτερύγιον (pterúgion) ; πτέρυξ, -υγος (ptérux, -ugos)                | Plume, aigrette, aile ; sorte de fougère ; nageoire, aileron ; aile, nageoire | voir -ptéro- |
| ptil-                                                                                                | πτίλωσις (ptílôsis)                                                                                      | Chute des cils, plumage | Ptilose, Coléoptile, Trichoptilose |
| ptolém-                                                                                              | πτόλεμος (ptólemos), forme épique de πόλεμος (pólemos)                                                   | Guerre, combat , bataille, choc | Ptolémée1, Ptolémée2 ; voir aussi polém- |
| ptom-                                                                                                | πίπτω (píptô) → πτῶσις (ptôsis) ; πτωτός (ptôtos) ; πτῶμα (ptỗma)                                        | Tomber → chute, cas (de déclinaison) ; tombé ; chute, ruine, débris, cadavre | voir -ptos- |
| -ptos-, -ptôs- ; -ptot- ; ptom- ; -pétie                                                             | πίπτω (píptô) → πτῶσις (ptôsis) ; πτωτός (ptôtos) ; πτῶμα (ptỗma)                                        | Tomber → chute, cas (de déclinaison) ; tombé ; chute, ruine, débris, cadavre | Ptôse, Ptosis, Apoptose, Blépharoptôse, Gastroptôse, Onychoptose ; Asymptote, Homéoptote, Polyptote ; Ptomaïne, Symptôme ; Péripétie |
| -ptot-                                                                                               | πίπτω (píptô) → πτῶσις (ptôsis) ; πτωτός (ptôtos) ; πτῶμα (ptỗma)                                        | Tomber → chute, cas (de déclinaison) ; tombé ; chute, ruine, débris, cadavre | voir -ptos- |
| -pty-                                                                                                | πτύαλον (ptúalon) ; πτύσις (ptúsis)                                                                      | Salive ; crachement, action de cracher, crachat | Ptyaline, Ptyalisme, Aptyalisme, Ptyalagogue ; Hémoptysie |
| -ptyque                                                                                              | πτύξ (ptúx)                                                                                              | Pli, lamelle, feuillet, tablette, repli | Diptyque, Heptaptyque, Hexaptyque, Octoptyque, Pentaptyque, Polyptyque, Tétraptyque, Triptyque |
| purpur-                                                                                              | πορφύρα (porphúra)                                                                                       | Pourpre (coquillage et colorant) | voir porphyr- |
| py-                                                                                                  | πύον(púon)                                                                                               | Pus, colostrum | voir -pyo- |
| pyan-                                                                                                | πύανος (púanos)                                                                                          | Fèves | Pyanepsion |
| pycn-                                                                                                | πυκνός (puknós)                                                                                          | Dru, serré, dense, nombreux | Pycnique, Pycnoépilepsie, Pycnogonide, Pycnomètre, Pycnomorphe, Pycnonotidé, Pycnophylle, Pycnose, Pycnoxyle |
| pyel-                                                                                                | πύελος (púelos)                                                                                          | Cavité, creux, mangeoire, baignoire | Pyélite, Pyélographie, Pyélonéphrite |
| -pyème                                                                                               | πύον(púon)                                                                                               | Pus, colostrum | voir -pyo- |
| -pyg-                                                                                                | πυγή (pugế)                                                                                              | Fesse | Pygalgie, Pygargue, Pygidium, Pygocaule, Pygostyle, Callipyge, Stéatopyge, Uropyge, Uropygial, Uropygien |
| pygm-                                                                                                | πυγμή (pugmế) ; πυγμαῖος (pugmaĩos)                                                                      | Poing ; haut d'une coudée, nain, pygmée | Pygmalion, Pygmée |
| pyl-                                                                                                 | πύλη (púlê) ; πυλών (pulốn)                                                                              | Porte, ouverture ; portail, porche | Pyléphlébite, Pylone, Pylore, Micropyle, Propylée (architecture), Tétrapyle, Thermopyles |
| -pyo-, py- ; -pyème                                                                                  | πύον(púon)                                                                                               | Pus, colostrum | Pyodermite, Pyogénie, Pyomètre, Pyorrhée, Pyurie ; Empyème |
| -pyr-1                                                                                               | πῦρ, -ός (pũr, -ós) ; πυρρός (purrós)                                                                    | Feu, de couleur rouge ou roussâtre ; d'un rouge de feu, roux, fauve | voir -pyro- |
| -pyr-2                                                                                               | πυρός (purós)                                                                                            | Blé, froment | Mélampyre |
| pyramid-                                                                                             | πυραμίς, -ίδος (puramís, -ídos)                                                                          | Pyramide égyptienne, gâteau de miel | Pyramidal, Pyramide, Pyramidion |
| -pyro-, -pyr-1 ; pyrrh-, pyrrho- ; pyrro-                                                            | πῦρ, -ός (pũr, -ós) ; πυρρός (purrós)                                                                    | Feu, de couleur rouge ou roussâtre ; d'un rouge de feu, roux, fauve | Pyracantha, Pyrale, Pyrène, Pyrèthre, Pyrexie, Pyridine, Pyridoxal, Pyridoxamine, Pyridoxine, Pyrine, Pyrite, Pyroclaste, Pyrogallol, Pyrogène, Pyrogravure, Pyrohéliomètre, Pyrolyse, Pyromane, Pyromètre, Pyrosis, Pyrotechnie, Pyroxène, Pyroxyle, Pyrrhus, Pyruvique, Amidopyrine, Antipyrétique, Apyre, Chalcopyrite, Empyrée, Empyreume ; Pyrrhique, Pyrrhocoris, Pyrrhotite, Pyrrhula, Pyrrhus ; Pyrrole |
| pyrrh-                                                                                               | πῦρ, -ός (pũr, -ós) ; πυρρός (purrós)                                                                    | Feu, de couleur rouge ou roussâtre ; d'un rouge de feu, roux, fauve | voir -pyro- |
| pyrrho-                                                                                              | πῦρ, -ός (pũr, -ós) ; πυρρός (purrós)                                                                    | Feu, de couleur rouge ou roussâtre ; d'un rouge de feu, roux, fauve | voir -pyro- |
| pyrro-                                                                                               | πῦρ, -ός (pũr, -ós) ; πυρρός (purrós)                                                                    | Feu, de couleur rouge ou roussâtre ; d'un rouge de feu, roux, fauve | voir -pyro- |
| pyth- ; python-                                                                                      | πύθω (púthô) → Πύθων (púthôn), Πυθία (Puthía)                                                            | Faire pourrir, putréfier → Pythie, (serpent) Python | Pythagore, Pythiade , Pythie, Pythien, Pythionice, Pythiques1, Pythiques2 ; Python1, Python2, Pythonisse |
| python-                                                                                              | πύθω(púthô) → Πύθων (púthôn), Πυθία (Puthía)                                                             | Faire pourrir, putréfier → Pythie, (serpent) Python | voir pyth- |
| pyx-                                                                                                 | πύξος(púxos) ; πυξίς, -ίδος (puxís, -ídos)                                                               | Buis ; boîtier en buis, encrier | Pyxide |